# Station Saint-Germain-au-Mont-d'Or
Station Saint-Germain-au-Mont-d'Or is een spoorwegstation in de Franse gemeente Saint-Germain-au-Mont-d'Or.